# Херем
Херем — вища міра засудження в єврейській громаді. Як правило, полягає в повному виключенні єврея з громади. У більш старому розумінні слово означає «заборона» на що-небудь через дорогоцінність, священність (присвячені Богу), або навпаки порочність, зло (огидні перед обличчям Бога).

Предмети, присвячені Богу приватними особами і поміщені в храмову скарбницю не могли бути ні викуплені назад посвятителем, ні продані адміністрацією Храму.
Споріднені терміни в інших мовах семітської сім'ї включають арабське слово ḥarām (харам), що означає «заборонений» (звідси походить слово «гарем»), і ефіопське irm, що означає «проклятий».
Під херем потрапляли євреї, що відступили від культу Єдиного Бога. Їх належало знищувати, причому разом з худобою і майном. Все це — убита худоба і речі — підлягало спаленню.
Також, згідно з Торою, під херем потрапили всі корінні народи, що населяли територію Ханаана до єврейського вторгнення і не визнали над собою владу євреїв. Ці народи повинні були бути повністю знищені, включаючи все їхнє майно (крім предметів з металу, які були передані для богослужіння).